# Alex Hardcastle
Alexander Hardcastle, detto Alex (Berkshire, 19 novembre 1972), è un regista britannico, noto principalmente per la grande produzione di documentari e serie televisive sia negli Stati Uniti che nel Regno Unito. È noto inoltre per aver lavorato a The Office e Parks and Recreation.

## Biografia
Nato a Berkshire, Inghilterra, Hardcastle si è aggiudicato numerosi premi per la regia ed ha, nel corso della sua carriera, lavorato con nomi del calibro di Robin Williams, Steve Carell, Daniel Radcliffe, Will Arnett, Rebel Wilson, Jon Hamm, Christian Slater, Amy Poehler, Louis C.K., David Cross, Steve Coogan, Eddie Izzard e John Cleese.
La carriera di Hardcastle è iniziata nei primi anni novanta tramite la produzione di documentari come In Search of James Bond with Jonathan Ross, eventi d'intrattenimento con Elton John, le Spice Girls e Rod Stewart; Fame Academy, Comic Aid, The League of Gentlemen and Eddie Izzard, Comic Relief e Live at the Apollo.
Negli anni 2000 passa dalla produzione alla regia, dapprima su serie britanniche quali Lead Balloon, School of Comedy e Not Going Out; successivamente anche a serie TV americane come: The Office, Parks and Recreation, Suburgatory, The Middle, The Mindy Project, Trophy Wife, Kröd Mändoon and the Flaming Sword of Fire, New Girl, The Crazy Ones e Mixology.
Nel 2012 dirige Appunti di un giovane medico e riceve l'American TV Awards per il suo lavoro su Suburgatory, mentre l'anno successivo la rivista multimediale Screen International lo elegge "stella nascente del domani". Nel 2022 dirige Cheerleader per sempre, il suo primo lungometraggio in carriera.